# Delio Mosquera
Delio Mosquera – kolumbijski zapaśnik walczący w stylu wolnym. Zajął czwarte miejsce na mistrzostwach panamerykańskich w 2003. Brązowy medalista igrzysk Ameryki Środkowej i Karaibów w 2002 roku. Jego brat Joselio Mosquera był również zapaśnikiem.